# Henry Schaefer
Henry Frederick „Fritz“ Schaefer III. (Grand Rapids, 8 de junho de 1944) é um químico estadunidense.

## Prêmios e condecorações
- 2004 Prêmio Joseph O. Hirschfelder
- 2012 Prêmio Humboldt
- 2013 Prêmio Químico Pioneiro

## Obras
- Quantum Chemistry: The Development of Ab Initio Methods in Molecular Electronic Structure Theory. Dover Pub., 2004